# خوسيه بيريز فرانسيس
خوسيه بيريز فرانسيس (بالإسبانية: José Pérez-Francés)‏ مواليد 27 ديسمبر 1936 في إسبانيا، هو دراج إسباني سابق في صنف سباق الدراجات على الطريق.

## سجل النتائج

### سباقات أو مراحل فاز بها
- طواف فرنسا
- طواف إسبانيا

## روابط خارجية
- خوسيه بيريز فرانسيس على موقع أرشيف الدراجات (الإنجليزية)
- خوسيه بيريز فرانسيس على موقع إحصائيات الدراجات الإحترافية (الإنجليزية)
- خوسيه بيريز فرانسيس على موقع CycleBase (الإنجليزية)